# Moment a rhythm
Moment a rhythm es el segundo sencillo de la banda de J-rock, Ling Tosite Sigure. Fue lanzado al mercado el 24 de diciembre de 2008 por Sony Music Entertainment Japan.

## Descripción
- El CD viene con un libro de fotos tomadas por TK en el Reino Unido,por esa razón es que cuesta 3000 yenes ($26.62)[1]
- El álbum just a moment y Best of Tornado tienen una versión corta de este single.[2]